# Кострома (Кременчук)
Кострома́ — місцевість Кременчука, розташований на південному сході правобережної частини міста.

## Розташування
Кострома на сході межує з Раківкою, на заході по залізниці з Крюковом.
Транспорт який обслуговує мікрорайон Кострома:
- Тролейбус 25А+
- Автобус 25
- Маршрутне таксі 2, 2В, 4

## Історія
Зв'язку ліквідації КостроКостромальської ради село Косторома було приєднане до міста Кременчук
| Кременчук | Це незавершена стаття про Кременчук. Ви можете допомогти проєкту, виправивши або дописавши її. |

1. ↑  УСРР, Постанова Всеукраїнського центрального виконавчого комітету і Ради народніх комісарів. ЗЗРРСУУ/1930/1/23/Про ліквідацію округ та перехід на двоступневу систему управління — Вікіджерела. uk.wikisource.org (укр.). Архів оригіналу за 15 липня 2020. Процитовано 5 червня 2022.